# دائرة حمام ريغة
دائرة حمام ريغة إحدى دوائر ولاية عين الدفلى الجزائرية . عاصمتها هي حمام ريغة وتضم بلديات : 
- حمام ريغة
- عين بنيان
- عين تركي